# Бухличи (платформа)
Бухличи (транслит: Buchličy, бел: Бухлічы) — остановка Барановичского отделения Белорусской железной дороги в Столинском районе Брестской области. Находится в деревне Бухличи. Последний остановочный пункт перед государственной границей с Украиной.

## История
Остановочный пункт открыт в 1885 году во время строительства железнодорожной линии Ровно — Сарны — Лунинец. 
До Второй мировой войны железнодорожная станция Бухличи (Buchlicze) располагалась в Польше.

## Пассажирское сообщение
Остановочный пункт является конечным для дизель-поездов, курсирующих на / со станции Барановичи-Полесские и Лунинец. В 2022 году движение отменено. 